# Edward Skilton
Edward Skilton (* 26. September 1863 in London; † 21. Juni 1917 in Watford) war ein britischer Sportschütze.

## Erfolge
Edward Skilton nahm an den Olympischen Spielen 1912 in Stockholm teil, bei denen er in zwei Disziplinen antrat. Die Einzelkonkurrenz mit dem Armeegewehr auf 600 m schloss er mit 85 Punkten auf dem 16. Rang ab. Mit dem Armeegewehr war er außerdem Teil der britischen Mannschaft, die über vier verschiedene Distanzen hinter den Vereinigten Staaten und vor Schweden den zweiten Platz belegte. Neben Skilton gewannen Harcourt Ommundsen, Henry Burr, James Reid, Edward Parnell und Arthur Fulton die Silbermedaille. Mit 266 Punkten war er gemeinsam mit Reid, Burr und Parnell der zweitbeste Schütze der Mannschaft.